# Boisse-Penchot
Pour les articles homonymes, voir Boisse (homonymie).
Boisse-Penchot est une commune française située dans le département de l'Aveyron en région Occitanie.
Le patrimoine architectural de la commune comprend un immeuble protégé au titre des monuments historiques : le monument aux morts, inscrit en 2018.

## Géographie

### Localisation et communes limitrophes
La commune de Boisse-Penchot se trouve au nord-ouest  du département de l'Aveyron, dans la petite région agricole de Viadène et vallée du Lot.
Elle se situe à 45 km par la route de Rodez, préfecture du département, à 43 km de Villefranche-de-Rouergue, sous-préfecture, et à 7 km de Decazeville, bureau centralisateur du canton de Lot et Dourdou dont dépend la commune depuis 2015. La commune fait en outre partie du bassin de vie de Decazeville.
Les communes les plus proches sont : Livinhac-le-Haut (2,2 km), Montredon-46 (3,2 km), Viviez (3,9 km), Bouillac (3,9 km), Flagnac (4,0 km), Montmurat(15) (4,3 km), Cuzac (46) (5,2 km), Decazeville (5,3 km), Felzins (46) (5,9 km).

### Paysages et relief
Commune rurale sur la rive gauche du Lot où elle prend ses racines et étend son regard jusqu’aux monts du Cantal depuis son plateau.

### Hydrographie

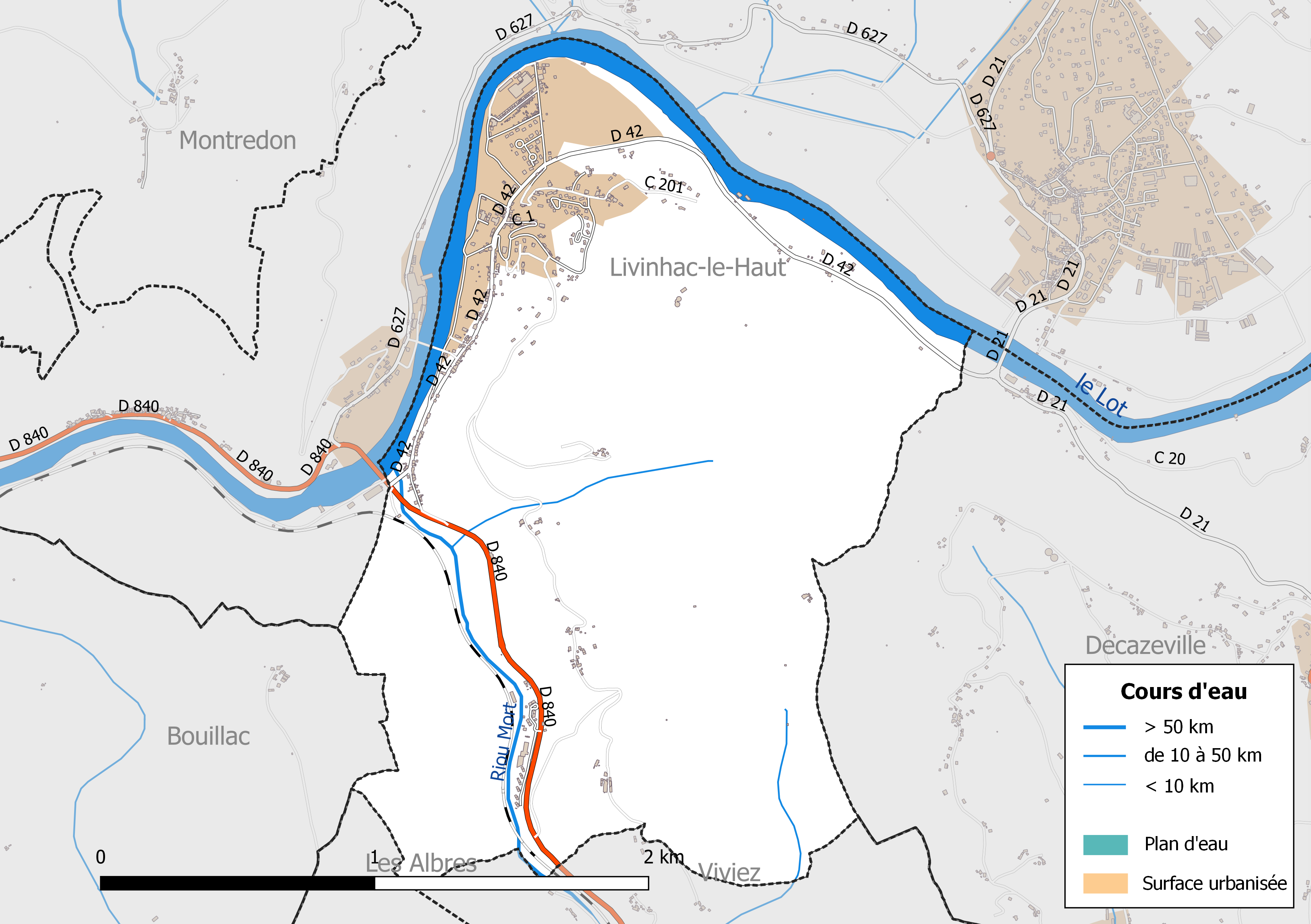
Réseaux hydrographique et routier de Boisse-Penchot.

La commune est drainée par le Lot, le Riou Mort et par divers petits cours d'eau.
Le Lot prend sa source à 1272 m d’altitude sur la montagne du Goulet (nord du Mont Lozère), dans la commune de Cubières (48), et se jette  dans la Garonne à Monheurt (47), après avoir parcouru 484 km et traversé 129 communes.
Le Riou Mort, d'une longueur totale de 23,1 km, prend sa source dans la commune de Escandolières et se jette  dans le Lot à Boisse-Penchot, après avoir arrosé 8 communes.

### Climat
Pour des articles plus généraux, voir Climat de l'Occitanie et Climat de l'Aveyron.
En 2010, le climat de la commune est de type climat méditerranéen altéré, selon une étude s'appuyant sur une série de données couvrant la période 1971-2000. En 2020, Météo-France publie une typologie des climats de la France métropolitaine dans laquelle la commune est exposée à un climat de montagne et est dans la région climatique Ouest et nord-ouest du Massif Central, caractérisée par une pluviométrie annuelle de 900 à 1 500 mm, maximale en automne et en hiver.
Pour la période 1971-2000, la température annuelle moyenne est de 13,1 °C, avec une amplitude thermique annuelle de 16 °C. Le cumul annuel moyen de précipitations est de 995 mm, avec 10,7 jours de précipitations en janvier et 6,6 jours en juillet. Pour la période 1991-2020, la température moyenne annuelle observée sur la station météorologique la plus proche, située sur la commune de Saint-Constant-Fournoulès à 11 km à vol d'oiseau, est de 12,7 °C et le cumul annuel moyen de précipitations est de 1 058,4 mm,. Pour l'avenir, les paramètres climatiques de la commune estimés pour 2050 selon différents scénarios d'émission de gaz à effet de serre sont consultables sur un site dédié publié par Météo-France en novembre 2022.

### Milieux naturels et biodiversité
L’inventaire des zones naturelles d'intérêt écologique, faunistique et floristique (ZNIEFF) a pour objectif de réaliser une couverture des zones les plus intéressantes sur le plan écologique, essentiellement dans la perspective d’améliorer la connaissance du patrimoine naturel national et de fournir aux différents décideurs un outil d’aide à la prise en compte de l’environnement dans l’aménagement du territoire.
Le territoire communal de Boisse-Penchot comprend une ZNIEFF de type 1, : 
la « rivière Lot (partie Aveyron) » (2 552 ha), et une ZNIEFF de type 2, : la « vallée du Lot (partie Aveyron) » (19 239 ha), qui s'étend sur 47 communes dont 39 dans l'Aveyron, 5 dans le Cantal, deux dans le Lot et une dans la Lozère.

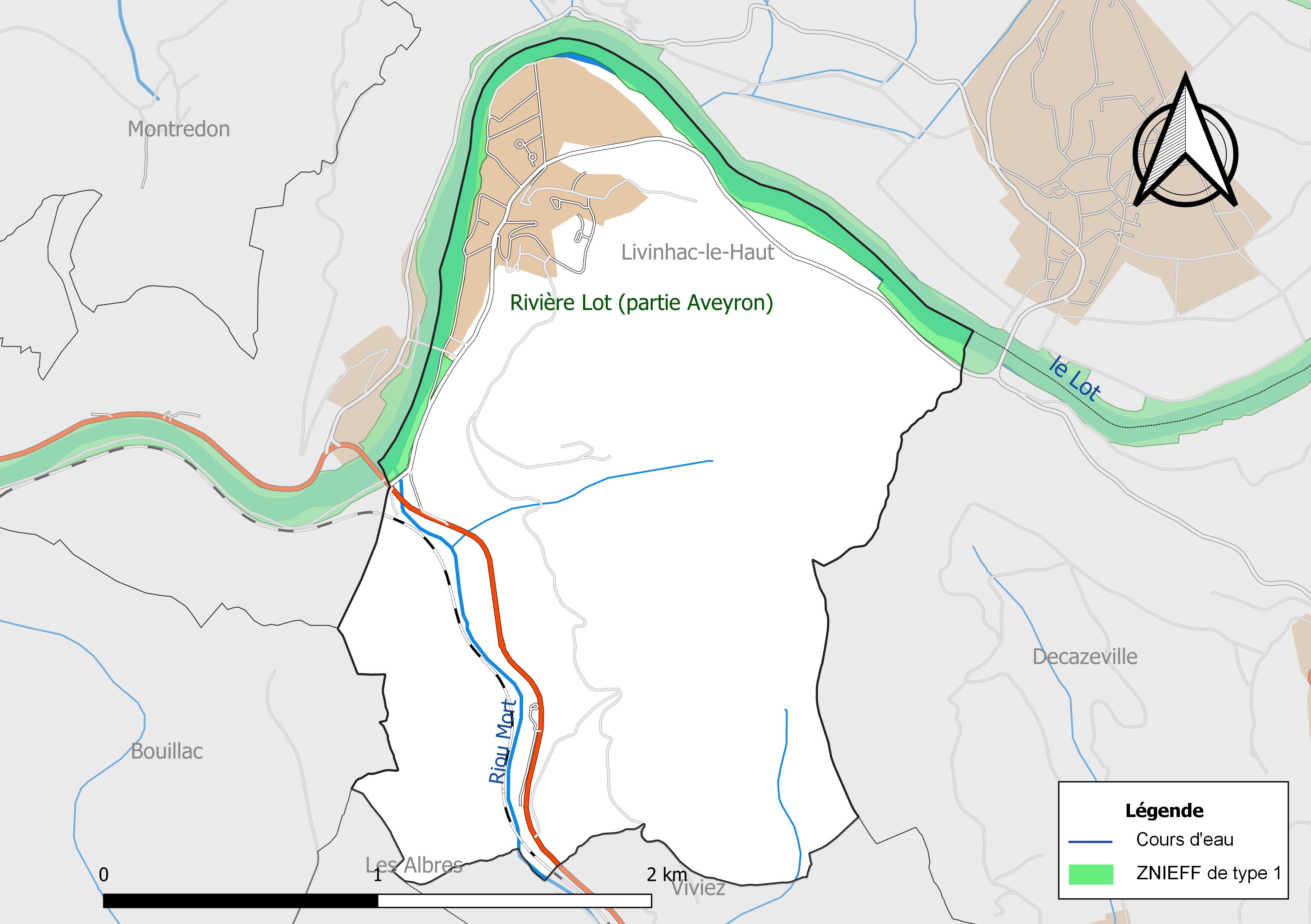
Carte de la ZNIEFF de type 1 de la commune.
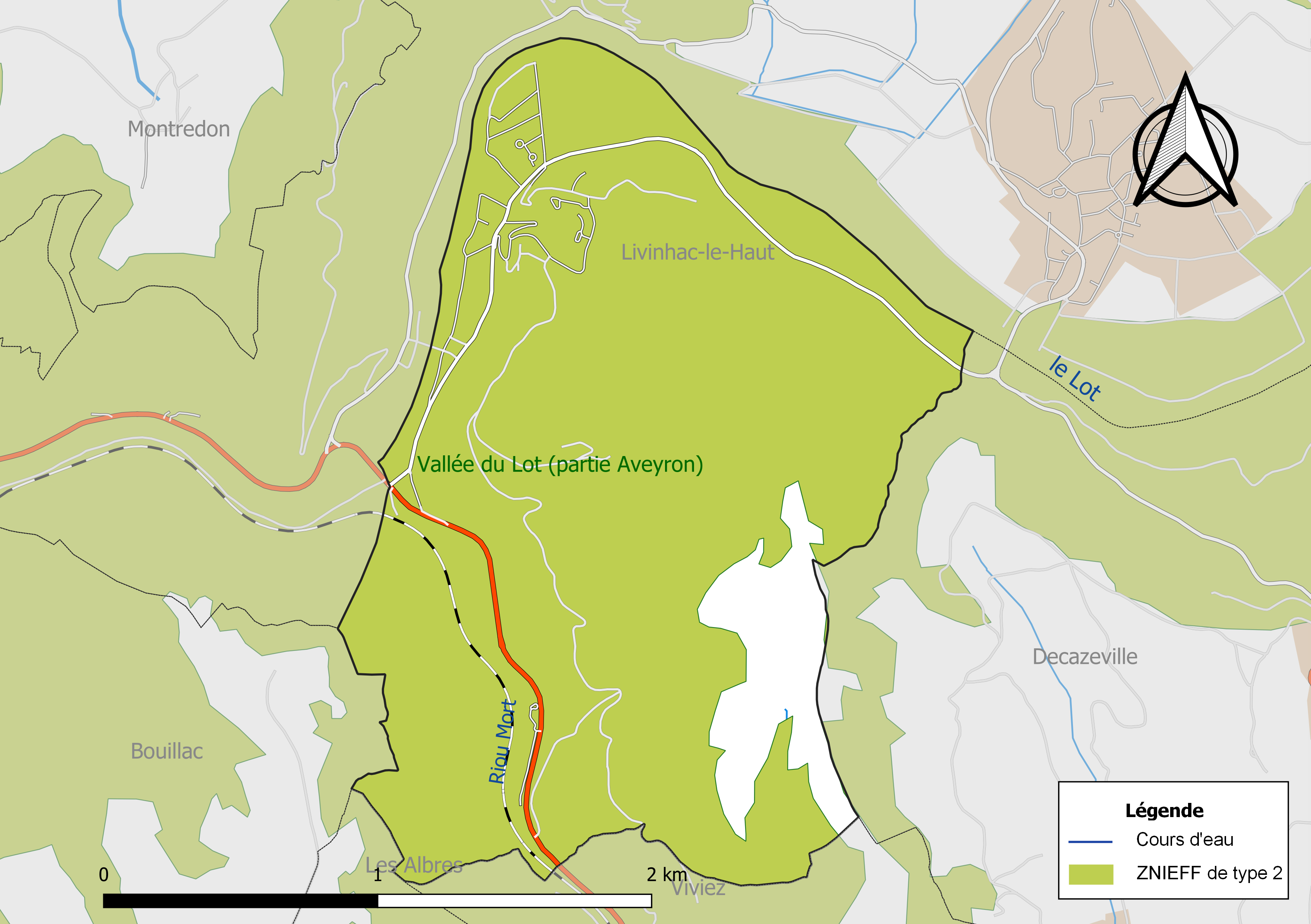
Carte de la ZNIEFF de type 2 de la commune.

## Urbanisme

### Typologie
Au 1er janvier 2024, Boisse-Penchot est catégorisée commune rurale à habitat dispersé, selon la nouvelle grille communale de densité à 7 niveaux définie par l'Insee en 2022.
Elle est située hors unité urbaine. Par ailleurs la commune fait partie de l'aire d'attraction de Decazeville, dont elle est une commune de la couronne,. Cette aire, qui regroupe 12 communes, est catégorisée dans les aires de moins de 50 000 habitants,.

### Occupation des sols

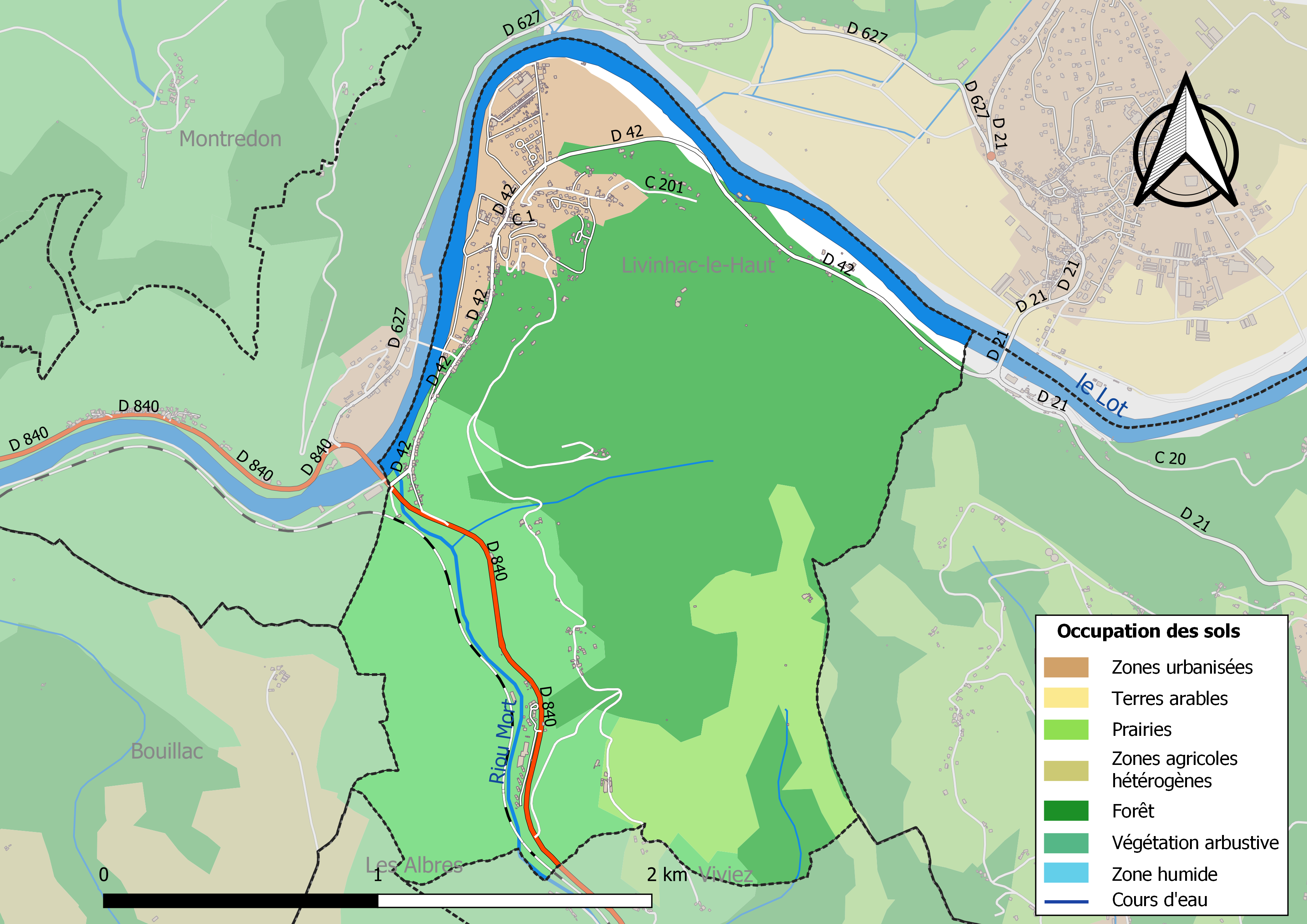
Infrastructures et occupation des sols de la commune de Boisse-Penchot.

L'occupation des sols de la commune, telle qu'elle ressort de la base de données européenne d’occupation biophysique des sols Corine Land Cover (CLC), est marquée par l'importance des forêts et milieux semi-naturels (75,3 % en 2018), une proportion sensiblement équivalente à celle de 1990 (75,1 %). La répartition détaillée en 2018 est la suivante : 
forêts (49,6 %), milieux à végétation arbustive et/ou herbacée (25,6 %), prairies (11 %), zones urbanisées (9,7 %), eaux continentales (3,9 %).

### Planification
La loi SRU du 13 décembre 2000 a incité fortement les communes à se regrouper au sein d’un établissement public, pour déterminer les partis d’aménagement de l’espace au sein d’un SCoT, un document essentiel d’orientation stratégique des politiques publiques à une grande échelle. La commune est dans le territoire du SCoT du Centre Ouest Aveyron  approuvé en février 2020. La structure porteuse est le Pôle d'équilibre territorial et rural Centre Ouest Aveyron, qui associe neuf EPCI, notamment la communauté de communes Decazeville Communauté, dont la commune est membre.
La commune disposait en 2017 d'un plan local d'urbanisme en révision. Le zonage réglementaire et le règlement associé peuvent être consultés sur le Géoportail de l'urbanisme.

### Risques majeurs
Le territoire de la commune de Boisse-Penchot est vulnérable à différents aléas naturels : inondations, climatiques (hiver exceptionnel ou canicule), feux de forêts et séisme (sismicité très faible).
Il est également exposé à deux risques technologiques, le transport de matières dangereuses et la rupture d'un barrage, et à un risque particulier, le risque radon,.

#### Risques naturels

Zones inondables de la commune de Boisse-Penchot.

Certaines parties du territoire communal sont susceptibles d’être affectées par le risque d'inondation par débordement du Lot. Les dernières grandes crues historiques, ayant touché plusieurs parties du département, remontent aux 3 et 4 décembre 2003 (dans les bassins du Lot, de l'Aveyron, du Viaur et du Tarn) et au 28 novembre 2014 (bassins de la Sorgues et du Dourdou). Ce risque est pris en compte dans l'aménagement du territoire de la commune par le biais du Plan de prévention du risque inondation (PPRI) Lot aval, approuvé le 14 décembre 2006.
Le Plan départemental de protection des forêts contre les incendies découpe le département de l’Aveyron en sept « bassins de risque » et définit une sensibilité des communes à l’aléa feux de forêt (de faible à très forte). La commune est classée en sensibilité forte.

#### Risques technologiques
Le risque de transport de matières dangereuses sur la commune est lié à sa traversée par des infrastructures routières et ferroviaires importantes et la présence d'une canalisation de transport de gaz. Un accident se produisant sur de telles infrastructures est en effet susceptible d’avoir des effets graves au bâti ou aux personnes jusqu’à 350 m, selon la nature du matériau transporté. Des dispositions d’urbanisme peuvent être préconisées en conséquence.
Dans le département de l'Aveyron on dénombre huit grands barrages susceptibles d’occasionner des dégâts en cas de rupture. La commune fait partie des 64 communes susceptibles d’être touchées par l’onde de submersion consécutive à la rupture d’un de ces barrages.

#### Risque particulier
Dans plusieurs parties du territoire national, le radon, accumulé dans certains logements ou autres locaux, peut constituer une source significative d’exposition de la population aux rayonnements ionisants. Toutes les communes du département sont concernées par le risque radon à un niveau plus ou moins élevé. La commune de Boisse-Penchot est classée à risque moyen à élevé.

## Histoire

### Moyen Âge
Le vieux village de Boisse fut construit sur un plateau, autour d'un château qui comporte une tour du XIVe siècle. Cette forteresse faisait face à celle de La Roque et toutes deux surveillaient la voie marchande que constituait le Lot, dissuadant les intrusions guerrières d'envahisseurs venus de lointains rivages. En effet, en ce temps-là, les cours d'eau demeuraient le seul moyen de communication fiable et relativement rapide, comparé aux chemins caillouteux et semés d'ornières. En 1345, le château appartenait à Pierre de Viazac.
Au Moyen Âge, la spiritualité n'était jamais loin de la temporalité. L'église de Boisse remonterait au XIIe siècle, peut-être même au XIe siècle. Les nobles Galhard, Teulet (co-seigneur de Livinhac), Pierre de Boisse et Antoine de Naucase ont possédé successivement le prieuré de la paroisse. Les actes paroissiaux stipulaient parfois le nom de Buxia, relatif au mot buis, au détriment de celui de Boisse.

### Époque moderne
Le château changea plusieurs fois de propriétaire et, en 1607, Antoine de Naucaze devint le nouveau seigneur de Boisse. Par la suite, la famille Buisson (ou Bouyssou) prit possession de la bâtisse avant la Révolution et y résidait encore vers le milieu du XIXe siècle.

### Époque contemporaine

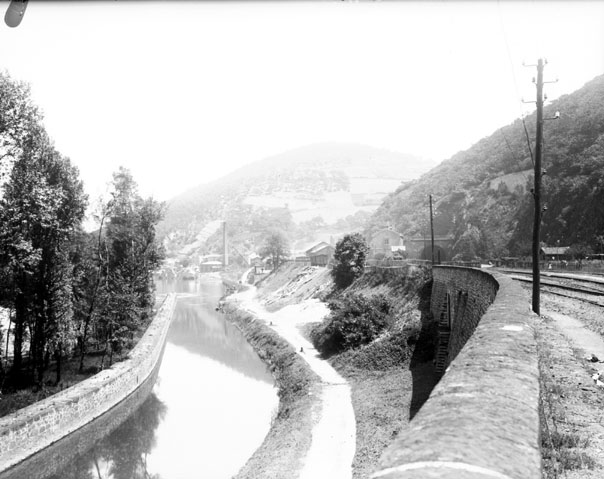
Le Lot et la gare en 1898.

Au XIXe siècle, avec l'essor du bassin minier de Decazeville tout proche, la rive gauche du Lot servit rapidement d'embarcadère pour le chargement de la houille en vue de son acheminement vers les ports de la côte atlantique pour être exportée. En parallèle, profitant de la disponibilité de cette source d'énergie fossile, l'activité industrielle se développa dans la vallée. Ainsi, avec la demande croissante de main d'œuvre des maisons se construisirent de part et d'autre de la rivière. En 1875 le village de Boisse qui, en 1833, avait été annexé par la commune de Viviez reprit son autonomie sous le nouveau nom de Boisse-Penchot.
Aujourd'hui, Penchot, qui signifie en Occitan « pentu », désigne aussi bien la partie basse du village que le hameau situé sur la rive droite de la rivière et qui appartient à la commune de Livinhac-le-Haut. Les deux rives sont reliées entre elles depuis 1888 par un pont de fer.
L'église fut agrandie en 1892, une rosace a été posée en 1894. L'édifice fut démoli en avril 1971. Mais le 20 juin 1964, une nouvelle église avait déjà été inaugurée par Monseigneur Ménard, évêque de Rodez.

## Politique et administration

### Découpage territorial
La commune de Boisse-Penchot est membre de la communauté de communes Decazeville Communauté, un établissement public de coopération intercommunale (EPCI) à fiscalité propre créé le 1er janvier 2017 dont le siège est à Decazeville. Ce dernier est par ailleurs membre d'autres groupements intercommunaux.
Sur le plan administratif, elle est rattachée à l'arrondissement de Villefranche-de-Rouergue, au département de l'Aveyron et à la région Occitanie. Sur le plan électoral, elle dépend du  canton de Lot et Dourdou pour l'élection des conseillers départementaux, depuis le redécoupage cantonal de 2014 entré en vigueur en 2015, et de la deuxième circonscription de l'Aveyron  pour les élections législatives, depuis le dernier découpage électoral de 2010.

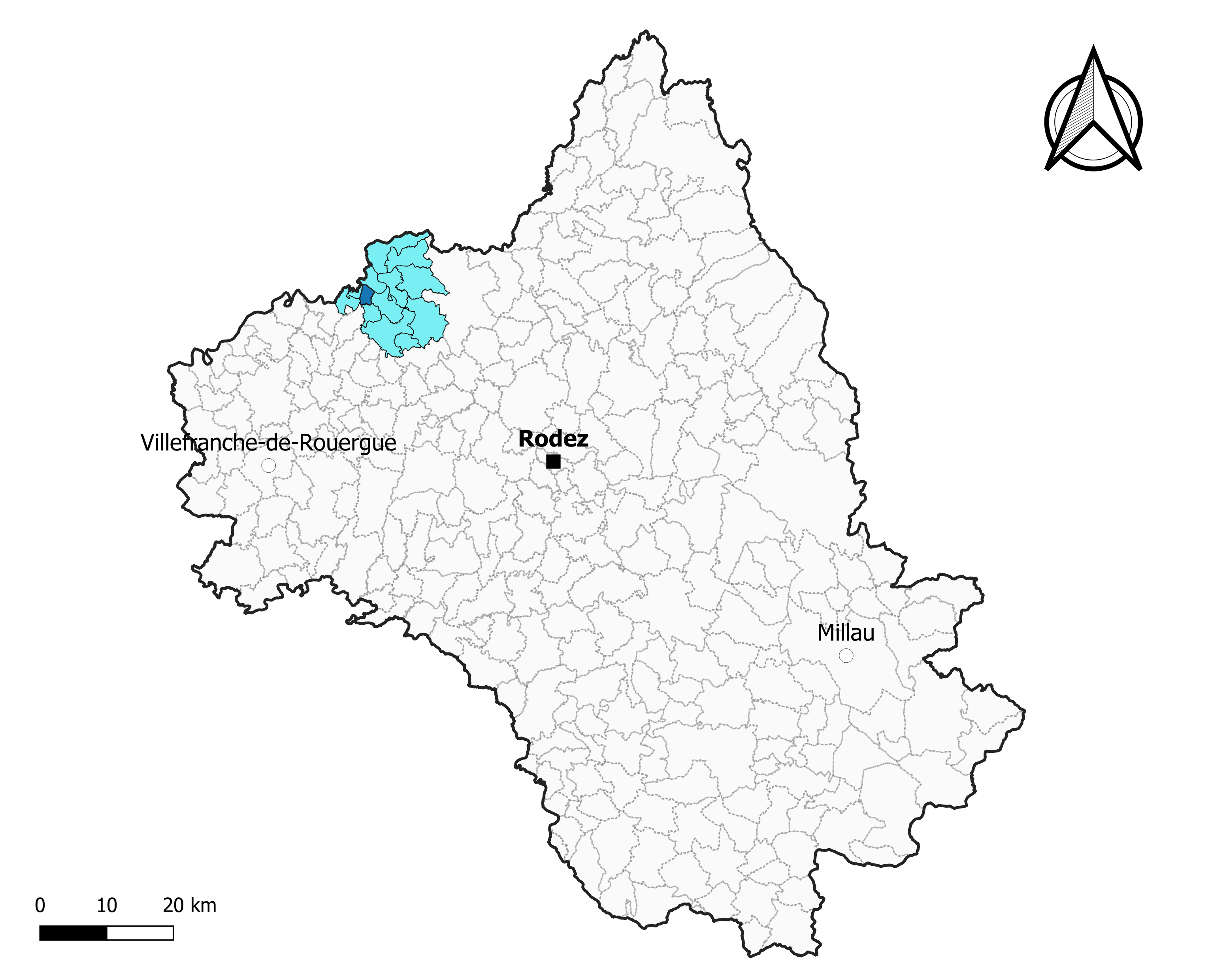
Boisse-Penchot dans l'intercommunalité en 2020.
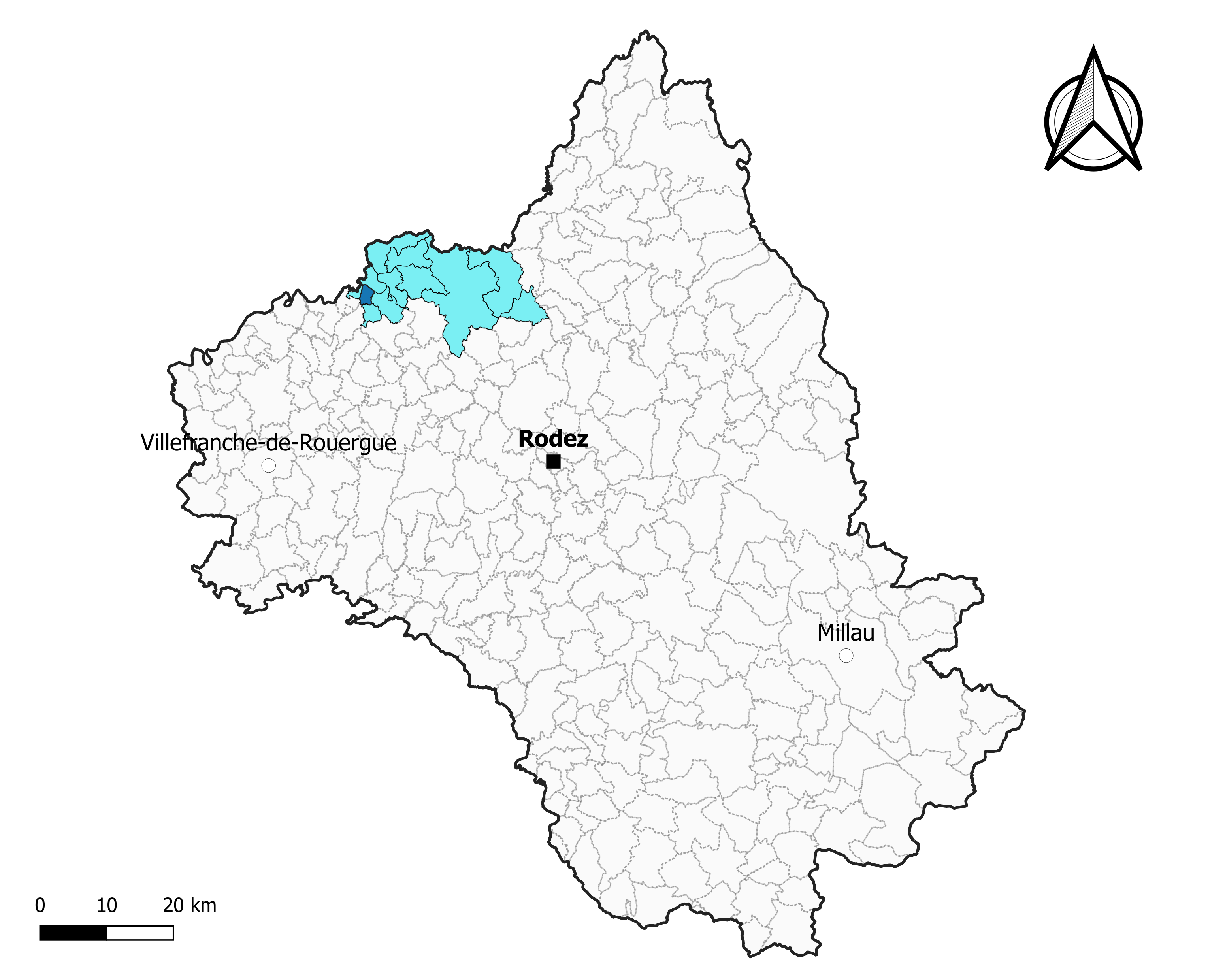
Boisse-Penchot dans le canton de Lot et Dourdou en 2020.
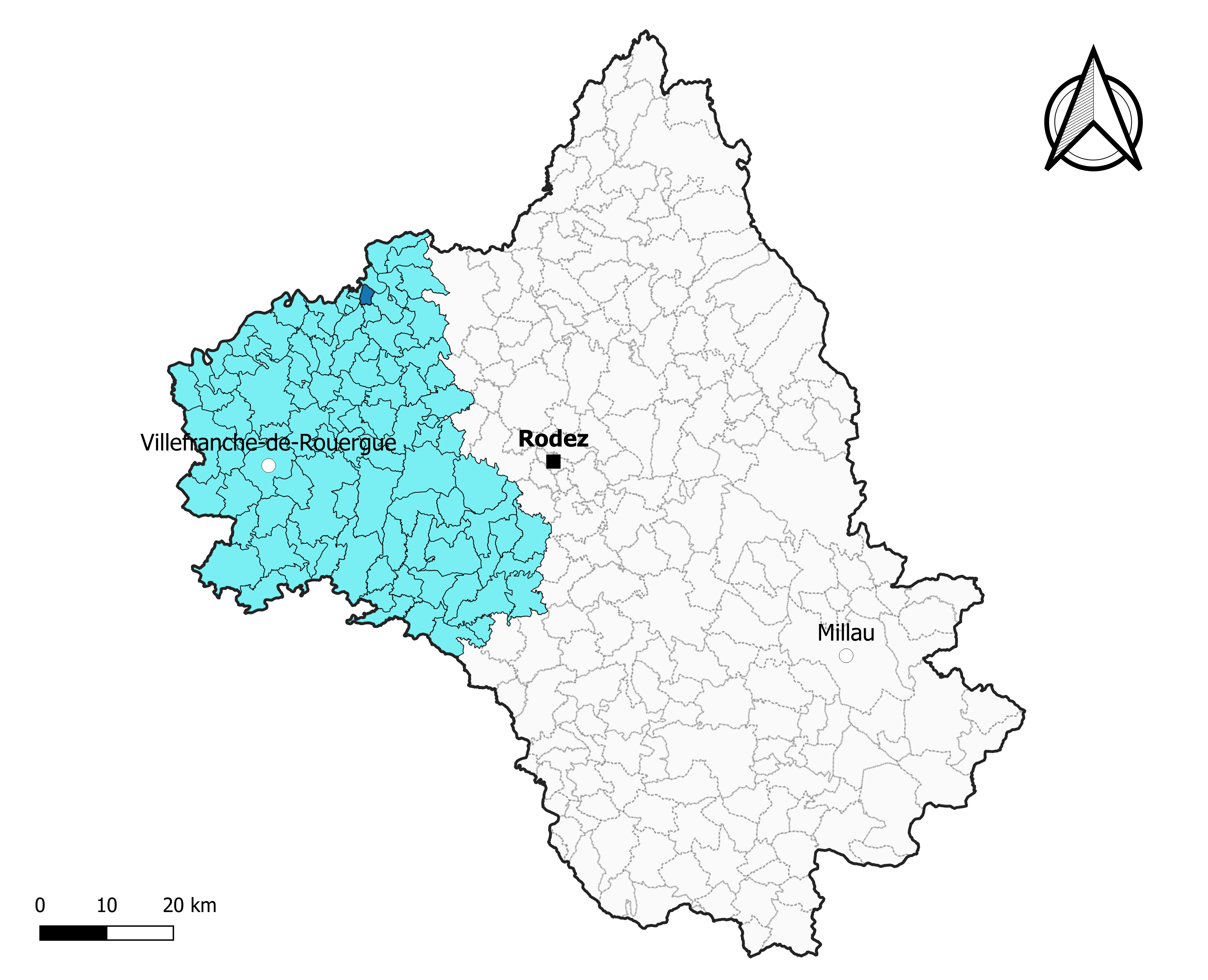
Boisse-Penchot dans l'arrondissement de Villefranche-de-Rouergue en 2020.

### Élections municipales et communautaires

#### Élections de 2020
Le conseil municipal de Boisse-Penchot, commune de moins de 1 000 habitants, est élu au scrutin majoritaire plurinominal à deux tours avec candidatures isolées ou groupées et possibilité de panachage. Compte tenu de la population communale, le nombre de sièges à pourvoir lors des élections municipales de 2020 est de 15. Sur les dix-huit candidats en lice, quinze sont élus dès le premier tour, le 15 mars 2020, correspondant à la totalité des sièges à pourvoir, avec un taux de participation de 48,05 %.
Francis Cayron, maire sortant, est réélu pour un nouveau mandat le 26 mai 2020.
Dans les communes de moins de 1 000 habitants, les conseillers communautaires sont désignés parmi les conseillers municipaux élus en suivant l’ordre du tableau (maire, adjoints puis conseillers municipaux) et dans la limite du nombre de sièges attribués à la commune au sein du conseil communautaire. Un siège est attribué à la commune au sein de la communauté de communes Decazeville Communauté.

#### Liste des maires
| Période                                  | Période  | Identité        | Étiquette | Qualité |
| ---------------------------------------- | -------- | --------------- | --------- | ------- |
| mars 2001                                | En cours | Francis Cayron, |           | Artisan |
| Les données manquantes sont à compléter. |          |                 |           |         |

## Population et société

### Démographie
L'évolution du nombre d'habitants est connue à travers les recensements de la population effectués dans la commune depuis 1793. Pour les communes de moins de 10 000 habitants, une enquête de recensement portant sur toute la population est réalisée tous les cinq ans, les populations de référence des années intermédiaires étant quant à elles estimées par interpolation ou extrapolation. Pour la commune, le premier recensement exhaustif entrant dans le cadre du nouveau dispositif a été réalisé en 2005.

En 2022, la commune comptait 515 habitants, en évolution de −1,34 % par rapport à 2016 (Aveyron : +0,37 %, France hors Mayotte : +2,11 %).
| 1793 | 1800 | 1876 | 1881 | 1886 | 1891 | 1896 | 1901 | 1906 |
| ---- | ---- | ---- | ---- | ---- | ---- | ---- | ---- | ---- |
| 201  | 228  | 770  | 781  | 865  | 748  | 754  | 930  | 985  |

| 1911  | 1921 | 1926 | 1931 | 1936 | 1946 | 1954 | 1962 | 1968 |
| ----- | ---- | ---- | ---- | ---- | ---- | ---- | ---- | ---- |
| 1 074 | 947  | 843  | 630  | 649  | 646  | 700  | 818  | 735  |

| 1975 | 1982 | 1990 | 1999 | 2005 | 2006 | 2010 | 2015 | 2020 |
| ---- | ---- | ---- | ---- | ---- | ---- | ---- | ---- | ---- |
| 622  | 646  | 546  | 509  | 532  | 536  | 538  | 523  | 520  |

| 2022 | - | - | - | - | - | - | - | - |
| ---- | - | - | - | - | - | - | - | - |
| 515  | - | - | - | - | - | - | - | - |

### Manifestations culturelles et festivités

#### Joute givordine
Les joutes nautiques font partie intégrante de l'histoire de Boisse-Penchot. Pour bien comprendre ce mariage singulier il faut s'intéresser au passé industriel du village évoqué ci-dessus. En effet, en raison de l'extraction de la houille toute proche, une verrerie s'installa en bordure du Lot. Chauffer la matière exigeait des quantités considérables de charbon. L'entreprise fut créée en 1842 et fabriqua principalement des bouteilles et des verres à vitre jusqu'au début du XXe siècle. À cette date, la direction fit venir des ouvriers spécialisés de la région lyonnaise, plus précisément de Rive-de-Gier. Ces hommes apportèrent dans leurs bagages et dans leur cœur leur sport préféré: les joutes givordines. Depuis, Boisse-Penchot a connu la notoriété grâce à ses joutes.

## Économie

### Revenus
En 2018  (données Insee publiées en septembre 2021), la commune compte 224 ménages fiscaux, regroupant 474 personnes. La médiane du revenu disponible par unité de consommation est de 18 860 € (20 640 € dans le département).

### Emploi
| Division       | 2008  | 2013  | 2018   |
| -------------- | ----- | ----- | ------ |
| Commune        | 8 %   | 9,2 % | 12,7 % |
| Département    | 5,4 % | 7,1 % | 7,1 %  |
| France entière | 8,3 % | 10 %  | 10 %   |

En 2018, la population âgée de 15 à 64 ans s'élève à 298 personnes, parmi lesquelles on compte 75,3 % d'actifs (62,7 % ayant un emploi et 12,7 % de chômeurs) et 24,7 % d'inactifs,. En  2018, le taux de chômage communal (au sens du recensement) des 15-64 ans est supérieur à celui de la France et du département, alors qu'il était inférieur à celui de la France en 2008.
La commune fait partie de la couronne de l'aire d'attraction de Decazeville, du fait qu'au moins 15 % des actifs travaillent dans le pôle,. Elle compte 92 emplois en 2018, contre 58 en 2013 et 62 en 2008. Le nombre d'actifs ayant un emploi résidant dans la commune est de 190, soit un indicateur de concentration d'emploi de 48,5 % et un taux d'activité parmi les 15 ans ou plus de 51 %.
Sur ces 190 actifs de 15 ans ou plus ayant un emploi, 33 travaillent dans la commune, soit 17 % des habitants. Pour se rendre au travail, 91,6 % des habitants utilisent un véhicule personnel ou de fonction à quatre roues, 2,6 % s'y rendent en deux-roues, à vélo ou à pied et 5,8 % n'ont pas besoin de transport (travail au domicile).

### Activités hors agriculture
26 établissements sont implantés  à Boisse-Penchot au 31 décembre 2019. Le tableau ci-dessous en détaille le nombre par secteur d'activité et compare les ratios avec ceux du département,.
Le secteur du commerce de gros et de détail, des transports, de l'hébergement et de la restauration est prépondérant sur la commune puisqu'il représente 30,8 % du nombre total d'établissements de la commune (8 sur les 26 entreprises implantées  à Boisse-Penchot), contre 27,5 % au niveau départemental.

### Agriculture
|               | 1988 | 2000 | 2010 | 2020 |
| ------------- | ---- | ---- | ---- | ---- |
| Exploitations | 6    | 2    | 0    | 1    |
| SAU (ha)      | 67   | 47   | 0    | 25   |

La commune est dans la « Viadène et vallée du Lot », une petite région agricole occupant le nord-ouest du département de l'Aveyron. En 2020, l'orientation technico-économique de l'agriculture  sur la commune est l'élevage bovin, orientation mixte lait et viande. Une seule  exploitation agricole ayant son siège dans la commune est recensée lors du recensement agricole de 2020 (six en 1988). La superficie agricole utilisée est de 25 ha,,.

## Culture et patrimoine

### Lieux et monuments
- Église Saint-Joseph. Église dédiée à saint Joseph, moderne (1964), conçue par les architectes Vidalenc et Paszkiewiez, avec un très beau Christ moderne ainsi qu'un baptistère. Une croix du XVIe est plantée devant.
- Croix des Verriers, réalisée avec des verres fondus à la verrerie créée en 1842 (voir ci-dessus), témoigne du riche passé industriel de la commune.
- Écluses, dont une est située en plein cœur du village à côté de la salle des fêtes et la deuxième au lieu-dit Roquelongue.
- Croix de Millagues (point culminant à 461 m sur les chemins de Saint-Jacques-de-Compostelle).
- Monument aux morts, œuvre du sculpteur Marc Robert, inscrit au titre des monuments historiques[52]

### Héraldique
| Blason de Boisse-Penchot | D’or à la branche de buis de sinople. |